# オオカサントウ
オオカサントウ（Ptyas carinata）は、有鱗目ナミヘビ科ナンダ属に分類されるヘビ。

## 分布
ミャンマー、中国（雲南省）、スマトラ島、ジャワ島、ボルネオ島、ラオス、フィリピン（パラワン島）、シンガポール、タイ、ベトナム、カンボジア。

## 形態
全長は最大で4mに達し、ナミヘビ科の最大種といわれるが多くの個体は2m程度で、3mを超える大型個体は稀とされる。体の断面は三角形をしており、これを刀に見立てて「過山刀」と名付けられたと思われる。目はとても大きく、視覚がよく発達している。体の前部は茶色がかった灰色でかすかな淡い縞模様がある。多くの個体は尾が黒色で薄い斑点が散在しており、腹部は濃い灰色をしている。体色は地域によって変異が大きく、幼体の時点で全身が黒化している個体も存在する。

## 生態
低地から山地にかけての森林、低木地帯、プランテーション、耕作地、水田のほか、二次林やまばらに樹木が茂った農業地域など様々な環境に生息する。原生林ではあまり見られず、林縁部を好む。
食性は肉食で、主に齧歯類や爬虫類、カエルなどを食べる。獲物は絞め殺さず地面などに押さえつけながら圧死させる。
繁殖形態は卵生で、1回に10個程度の卵を産む。

## 人間との関係
生息地では食用として乱獲され、特にフィリピンでは個体数が激減している。最近ではペットとして飼育されることもあり、日本にも数個体が輸入されている。主に野生個体が流通し、非常に神経質かつ大きなケージを必要とするためであるため飼育は困難である。